# Гебре Крестос
Гебре Крестос — негус Ефіопії з Соломонової династії. Був сином Гебре Месая, нащадка молодшого сина імператора Фасілідеса.

## Правління
Був формальним правителем за реальної влади раса Алі II, лідера оромо. Утім, правління його тривало недовго: незабаром Алі II скинув Гебре Крестоса, а трон віддав його брату Сале Денгелу. Разом з тим, релігійні кола Ефіопії змусили Алі повернути Гебре Крестоса з вигнання на озері Тана й відновити його на царському троні. Після цього Гебре Крестос правив упродовж трьох місяців до своєї смерті. Деякі джерела стверджують, що негуса було отруєно.
За кілька місяців трон знову отримав Сале Денгел.